# Herman Leonard
Herman Leonard (n. 6 martie 1923, Allentown, Pennsylvania, SUA – d. 14 august 2010, Los Angeles, California, SUA) a fost un fotograf renumit pentru fotografiile cu diferite staruri ale jazz-ului. Este de origine evreiască, părinții evrei Joseph Leonard și Rose Morrison, fiind emigranți în Statele Unite. A avut doi copii, Shana și David.

## Studii
Herman a ales să studieze la Universitatea Ohio, afirmând mai târziu: „singura universitatea din acea vreme, care putea să îmi ofere o diplomă în fotografie”. Studiile sale au fost întrerupte în perioada 1943-1945, când s-a alăturat armatei Statelor Unite și a fost trimis în Birmania cu Batalionul Medical Montan  13 . Sperase să fie un fotograf pe teren, dar a fost repartizat în mod ironic ca anestezist de luptă atunci când a eșuat la un test, care ia cerut să identifice ingredientele chimice ale dezvoltatorului de film. Herman s-a întors la facultate și a absolvit în 1947 o diplomă de licență de arte frumoase. (Fine Arts Degree) 

## Carieră
După ce a absolvit Universitatea din Ohio a avut o șansă și a mers în Ottawa, Canada, din dorința de a lucra cu renumitul fotograf de portrete, Yousuf Karsh. Karsh a fost impresionat de determinarea lui Herman și l-a luat ca ucenic. Astfel l-a cunoscut pe Albert Einstein, pe care a început să îl fotografieze. În timpul unei sesiuni de fotografiat de tip portret cu Albert Einstein, Herman l-a întrebat care este legătura dintre un muzician și un matematician. Răspunsul său a fost simplu, „Improvizația”. Herman a fost inspirat de acești doi oameni influenți și a aplicat crezurile acestora în munca sa.  
În 1948, pasiunea lui Herman pentru jazz l-a adus în satul Greenwich din New York, unde a înființat un mic studio foto pe 220 Sullivan Street. Primele cluburi de jazz în care a început  să fotografieze interpreții de jazz, au fost cele de pe Broadway, 52nd Street and Harlem. Cu camera sa, pe care o folosea ca bilet gratuit de intrare în cluburi, s-a oferit să fotografieze cluburile pentru publicitate. În timpul ședințelor foto la Royal Roost și Bridland, el a legat rapid prietenii cu cei mai mari regizori de jazz, printre care se numără: Duke Ellington, Miles Davis, Dizzy Gillespie, Charlie Parker, Lena Horne, Billie Holiday, Louis Armstrong, Quincy Jones și mulți alții. Fotografiile sale uimitoare au început să apară în revistele Downbeat și Metronome și pe coperțile albumelor în timp ce lucrau pentru producătorul de jazz Norman Granz. În 1956, a fost angajat de Marlon Brando ca fotograf personal și a călătorit cu acesta într-o expediție extensivă de cercetare în Orientul Îndepărtat. Când s-a întors  în New York i s-a oferit un post la Barclay Records din Paris. A continuat să fotografieze scena prolifică de jazz, cu mulți artiști americani de jazz, care locuiau acolo, dar și numeroși artiști francezi precum: Charles Aznavour, Jacques Brel, Eddy Mitchell and Johnny Hallyday. Parisul a devenit noua sa casă pentru următorii 25 de ani, unde și-a deschis propriul studio foto în cartierul Neuilly-sur-Seine din Paris. De asemenea, a avut o carieră de succes în publicitate, pentru case de modă precum Yves Saint Laurent, Dior, dar și pentru multe reviste internaționale renumite, precum: Life, Time și Playboy.  
În 1980, a părăsit Franța pentru o viață mai liniștită și s-a mutat împreună cu familia sa în Ibiza. În acea perioadă și-a redescoperit negativul de jazz, pe care l-a depozitat într-o cutie, sub patul său, iar în 1985 și-a lansat prima sa carte, The Eye of Jazz, publicată de publicația Hachette/Filipachi. 
În 1988 s-a mutat în Londra, unde a avut prima expoziție de fotografii de jazz, la the Special Photographers Company ( Compania Specială de Fotografi). După recenzii de la London Times și BBC, a devenit o senzație peste noapte, cu 10.000 de oameni care au venit la mica galerie din Notting Hill. 
După ce a trăit în Europa timp de 13 ani, s-a reîntors în America. O expoziție din 1992, din New Orleans, i-a schimbat viața.  S-a îndrăgostit de oraș și s-a mutat acolo. 
Operele lui sunt colecționate astăzi, ca și operele marilor pictori, pentru frumusețea lor, pentru echilibrul uluitor de lumină și întuneric, pentru textura unei haine sau strălucirea unui instrument muzical.        

## Cărți
În 1985 și-a lansat prima sa carte, The Eye of Jazz, publicată de publicația Hachette/Filipachi. 
Și-a lansat cea de a doua carte, în 1995, Jazz Memories, în același an i s-a acordat titlul de “Honorary Masters of Science in Photography” ("Maestru onorific al științei în fotografie„) de la Institutul de Fotografie Brooks.
În 2006 a scos cea de a treia carte, "Jazz, Giants, And Journeys: The Photography of Herman Leonard”.

## Deces
Herman a murit în 14 august 2010, la vârsta de 87 de ani, în Los Angeles, California.